# 8282 Delp
8282 Delp (1991 RR40) là một tiểu hành tinh vành đai chính được phát hiện ngày 10 tháng 9 năm 1991 bởi F. Borngen ở Tautenburg.